# 遥相关
大气科学中的遥相关是指气候异常在很远的距离上（通常为数千公里）产生相互关联。最具典型意义的遥相关是塔希提岛和澳大利亚达尔文的海平面气压“跷跷板”现象，亦即南方涛动。

## 研究历史
遥相关最早是由英国气象学家吉尔伯特·沃克爵士在19世纪后期通过计算大气压力、温度和降雨的时间序列之间的相关性发现的。它们作为理解气候变率的基石，表明后者并非纯粹是随机的。
事实上，厄尔尼诺-南方涛动(ENSO) 一词本身就隐含着该现象同时在多个地点发生的含义。后来学者注意到类似的遥相关同样发生在整个北美，称为太平洋-北美遥相关模式。
1980年代，不断改进的观测方法使得科学家得以在整个对流层中的更远距离上探测遥相关现象。随之产生的理论是，由于地球的几何形状，可以通过罗斯贝波的发散现象来理解这种模式。该模型有时被称为“原型模式”。

## 理论
通过AE Gill的理想模式计算，以及后来通过更复杂的模式计算，人们开始了解热带太平洋内的遥相关现象。
在“原型模式”的基础上，许多早期的遥相关理论都讨论了关于恒定平均状态的正压、线性化的大气流动模式。然而，当发现实际的遥相关模式对强迫的位置几乎不敏感时，该模式很快就失效了，这与这张简单图片提供的预测直接矛盾。根据Simmons和合作者的观测，如果预先描述了更符合现实的背景状态，这种模式将变得不稳定，无论强迫的位置如何，都会导致类似的模式。这种“模态”属性正是模式正压性的产物，尽管它会由于更微妙的原因而在更基于现实的模式中出现。
2002年的研究表明，大多数从热带到温带的遥相关可以准确通过线性行星波在三维季节性变化的基本状态上的传播模式来解析。由于这些模式会随着时间的推移而持续存在，并且在某种程度上“锁定”于山脉等地理特征，因此这些波被称为驻波。
与驻波机制不同，热带海洋和中纬度地区之间的另一种遥相关机制是沿纬度圈（即“纬向”）和半球之间对称的。它依赖于瞬态涡流和相互加强的平均大气流量之间的相互作用（即非线性）。这个机制可以解释ENSO遥相关在温度和降雨方面的某些作用。其他作者也提出了许多遥相关模式与当地气候变化因素之间的相关性。

## 应用
由于热带海面温度可提前两年预测，对遥相关模式的了解为偏远地区的气候变化提供了一定程度的可预测性，有时科学家甚至可以预测到未来几个季节的变化。 例如，通过厄尔尼诺现象可以提前几周到几个月预测北美的降雨、降雪、干旱或气温变化情况。在吉尔伯特·沃克爵士的时代，强烈的厄尔尼诺现象通常会昭示较弱的印度季风，但这种负相关效应在1980年代和1990年代由于一些有争议的原因而减弱。 

## 相关资料
- Glantz, M.H; Katz, Richard W; Nicholls, N. . Cambridge: Cambridge University Press. 1991. ISBN 978-0-521-36475-1.
- Trenberth, Kevin E.; Branstator, Grant W.; Karoly, David; Kumar, Arun; Lau, Ngar-Cheung; Ropelewski, Chester. . Journal of Geophysical Research. 1998, 103 (C7): 14291–14324. Bibcode:1998JGR...10314291T. doi:10.1029/97JC01444.